# Notophthiracarus caudatus
Notophthiracarus caudatus är en kvalsterart som först beskrevs av Balogh och Sandór Mahunka 1977.  Notophthiracarus caudatus ingår i släktet Notophthiracarus och familjen Phthiracaridae. Inga underarter finns listade i Catalogue of Life.